# Oftalmoplejia externa progresiva crónica
La oftalmoplejía externa progresiva crónica, también conocida por las siglas CPEO, es una enfermedad mitocondrial que afecta principalmente a la movilidad ocular.

## Herencia
Generalmente se presenta de forma esporádica, aunque existen formas familiares que se heredan según distintos patrones: Autosómico dominante, autosómico recesivo o por herencia materna.

## Síntomas
Los síntomas principales consisten en el desarrollo de ptosis de los párpados y dificultad para realizar los movimientos oculares (oftalmoplejia). Otros síntomas que pueden presentarse son diplopía, debilidad de la musculatura que causa fatigabilidad anormal, epilepsia y otras alteraciones del sistema nervioso central. La musculatura extraocular normal presenta determinadas características que la diferencian del resto de los músculos estriados, debido a su adaptación a los movimientos rápidos y su resistencia a la fatiga, ello explica porqué determinadas enfermedades mitocondriales afectan de forma preferente a estos músculos y alteran de forma casi imperceptible el resto.